# بوقس
شعب بوقس هي مجموعة عرقية، تعد الأكثر عددا من المجموعات اللغوية والعرقية الرئيسية الثلاث من سولاوسي الجنوبية، في جنوب غرب مقاطعة سولاوسي، ثالث أكبر جزيرة من إندونيسيا. استقر الأسترونيزيين وهم أسلاف الشعب البوقسي على سولاوسي في حوالي عام 2500 قبل الميلاد. وفي عام 1605 تحول البوقس من الإحيائيةإلى الإسلام. وبعض البوقسية احتفظو باعتقادهم الجاهلية التي تدعى «تولوتانغ» (Tolotang)، فيما البعض منهم تحول إلى المسيحية عن طريق الزواج. ولكنهم ظلوا أقلية.
وعلى الرغم من عدد البوقسيين يبلغ فقط حوالي 6 ملايين نسمة، الا انهم شعب قوي جدا ويؤثر بشكل كبير على الحياة السياسية في دول مثل ماليزيا وإندونيسيا وسنغافورة حتى يومنا هذا. فرئيس الوزراء الحالي من ماليزيا، نجيب تون عبد الرزاق ونائب الرئيس الإندونيسي الحالي، محمد يوسف كالا كلاهما من البوقس.
يعيش الكثير من البوقس في المدن الساحلية الكبيرة مثل ماكاسار وباريباري، والغالبية العظمى هم من المزارعين الذين يزرعون الأرز الرطب في السهول المنخفضة في شمال وغرب بلدة ماروس.

## التاريخ

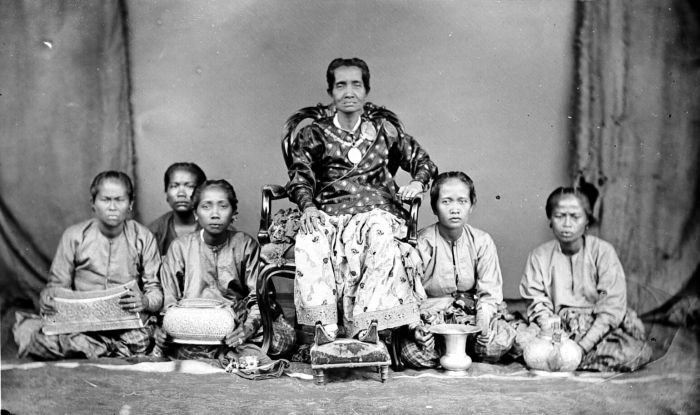
Aru Pancana We Tenriolle, Queen of Tanette, سولاوسي الجنوبية. Pictured accompanied by court ladies.

#### شبه جزيرة ماليزيا وسومطرة، اندونيسيا

أطفال بوقسيون باللباس التقليدي في سنغافورة، حوالي عام 1890.

## أسلوب حياة

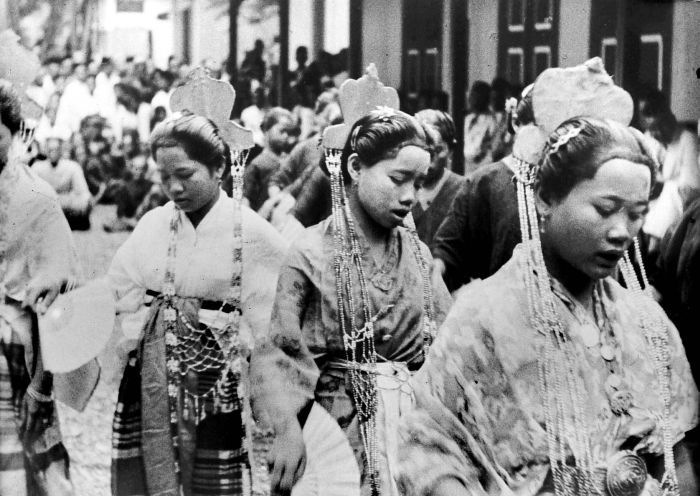
بوقسيون بالملابس التقليدية.

## مشاهير
- عبد الرزاق حسين ،رئيس وزراء ماليزيا الثاني، ووالد نجيب تون عبد الرزاق.
- أبو بكر سلطان جوهر، وهو السلطان الحادي والعشرون لسلطنة جوهر في ماليزيا.
- أمير صيام الدين، وزير العدل وحقوق الإنسان الحالي في إندونيسيا.
- أندي محمد غالب، النائب العام لإندونيسيا (1998-1999)، سفير في الهند (2008-2013).[7]
- يوسف حبيبي، رئيس إندونيسيا الثالث.
- إرنا ويتولار، الوزير السابق للمستوطنات البشرية والتنمية الإقليمية في إندونيسيا.
- محمد يوسف كالا، نائب رئيس إندونيسيا..
- ليزا سوريهاني، ممثلة الماليزية، عارضة أزياء، ومقدمة برامج تلفزيون وممثلة اعلانات تجارية.
- نجيب تون عبد الرزاق، رئيس وزراء ماليزيا الحالي والسادس.
- راج علي حاج بن راج أحمد، مؤرخ في القرن التاسع عشر، وشاعر وباحث.
- السلطان صلاح الدين شاه، السلطان الأول لسلطنة سلانجور في ماليزيا.
- توفيق باتيسا، مغني سنغافوري.
- زيانا زين، مغنية ماليزية.

## مزيد من القراءة
- Christian Pelras (1996)، [[The Bugis]]، Backwell Publishing، ISBN:978-0-631-17231-4 {{استشهاد}}: تعارض مسار مع وصلة (مساعدة)

## وصلات خارجية
- Bugis at موسوعة بريتانيكا
- The history of Bugis and Makassarese